# Anna Chlumsky

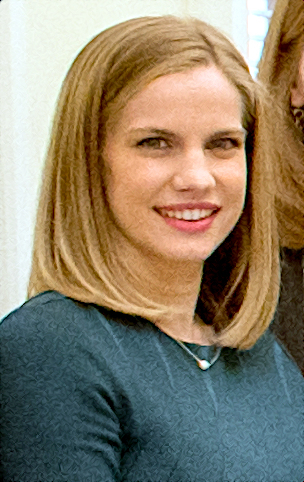
Anna Chlumsky am Set der Serie Veep – Die Vizepräsidentin, 2013

Anna Chlumsky (* 3. Dezember 1980 in Chicago, Illinois) ist eine US-amerikanische Schauspielerin. Bekannt wurde sie durch die Rolle der Vada Sultenfuss in dem Kultfilm My Girl – Meine erste Liebe (1991).

## Leben
Chlumsky stand bereits als Kleinkind für Werbespots vor der Kamera. 1989 spielte sie eine kleine Rolle im Film Allein mit Onkel Buck und begann so ihre Schauspielkarriere. Ihre erste Hauptrolle spielte sie in dem Jugendfilm My Girl – Meine erste Liebe (1991) neben Macaulay Culkin, Dan Aykroyd und Jamie Lee Curtis. Der Film wurde zum internationalen Kinoerfolg. Chlumsky wurde unter anderem mit einem MTV Movie Award ausgezeichnet. Durch den Erfolg des Films wurde sie zu einem gefragten Kinderstar. Eine Fernsehserie, die auf sie zugeschnitten werden sollte, lehnte sie jedoch ebenso ab wie Rollen in Ein Hund namens Beethoven und Lassie.
1994 trat sie in der My Girl-Fortsetzung My Girl 2 – Meine große Liebe erneut vor die Kamera und spielte eine Hauptrolle in der Komödie Mommy Market – Auf der Suche nach der Traummutter. 1995 war sie neben Christina Ricci im Film Gold Diggers – Das Geheimnis von Bear Mountain zu sehen. 1993 sprach sie für die Rolle der Lex in Jurassic Park vor, hatte aber gegenüber Ariana Richards das Nachsehen.
Weil Chlumsky keine interessanten Angebote mehr bekam, distanzierte sie sich Ende der 1990er Jahre vom Schauspielberuf. Sie studierte Internationale Beziehungen an der Universität von Chicago und machte 2002 ihren Abschluss als Bachelor of Arts. Fortan arbeitete sie einige Jahre als Restaurantkritikerin. Schließlich entschied sie sich, zur Schauspielerei zurückzukehren und besuchte die „Atlantic Acting School“ in Manhattan.
2005 stand sie für den Kurzfilm Wait erstmals wieder vor der Kamera. In den folgenden Jahren war sie vor allem als Gastdarstellerin unter anderem in den Serien Law & Order und 30 Rock (beide 2007) zu sehen.
2009 war sie in der Politiksatire Kabinett außer Kontrolle neben James Gandolfini zu sehen. Zudem stand Chlumsky immer wieder auf der Theaterbühne, unter anderem 2005 in dem Stück Balm in Gilead am „American Theatre of Actors“ in New York und 2012 in 3C am „Rattlestick Playwrights Theater“ in New York.
2011 spielte sie eine Gastrolle in zwei Folgen der Serie White Collar an der Seite von Matt Bomer. Von 2012 bis 2019 spielte sie eine feste Rolle in der Serie Veep – Die Vizepräsidentin mit Julia Louis-Dreyfus. Für ihre Leistung wurde sie unter anderem sechsmal für den Fernsehpreis Emmy in der Kategorie „Beste Nebendarstellerin in einer Comedy-Serie“ nominiert und erhielt 2018 als Teil des Ensembles einen Screen Actors Guild Award.
2018 wurde sie in die Academy of Motion Picture Arts and Sciences aufgenommen, die jährlich die Oscars vergibt.

## Persönliches
Anna Chlumskys Mutter Nancy spielte Rollen in den Filmen My Girl – Meine erste Liebe und Mommy Market – Auf der Suche nach der Traummutter. Sie war außerdem ihr Coach und ihre Managerin. Ihr Vater Frank Chlumsky besitzt ein eigenes Restaurant.
Am 8. März 2008 heiratete sie ihren langjährigen Lebensgefährten Shaun So. Das Paar hat zwei Töchter (* 2013 und 2016).

## Filmografie (Auswahl)
- 1989: Allein mit Onkel Buck (Uncle Buck)
- 1991: My Girl – Meine erste Liebe (My Girl)
- 1994: My Girl 2 – Meine große Liebe (My Girl 2)
- 1994: Mommy Market – Auf der Suche nach der Traummutter (Trading Mom)
- 1995: Gold Diggers – Das Geheimnis von Bear Mountain (Gold Diggers: The Secret of Bear Mountain)
- 1997: Schicksalsschläge (A Child’s Wish, Fernsehfilm)
- 1997: Wunden der Vergangenheit (Miracle in the Woods, Fernsehfilm)
- 1998: Amor – Mitten ins Herz (Cupid, Fernsehserie, Folge 1x06)
- 1998: Allein gegen die Zukunft (Early Edition, Fernsehserie, Folge 3x11)
- 2005: Wait (Kurzfilm)
- 2007: Eight Days a Week (Fernsehfilm)
- 2007: Blood Car
- 2007: 30 Rock (Fernsehserie, Folge 1x17)
- 2007, 2010: Law & Order (Fernsehserie, 2 Folgen)
- 2008: Eavesdrop
- 2009: House Rules (Fernsehfilm)
- 2009: Kabinett außer Kontrolle (In The Loop)
- 2009: The Good Guy – Wenn der Richtige der Falsche ist (The Good Guy)
- 2009: My Sweet Misery
- 2009: Cupid (Fernsehserie, 4 Folgen)
- 2009: Zwölf Männer für ein Jahr (Twelve Men of Christmas, Fernsehfilm)
- 2010: The Quinn-tuplets (Fernsehfilm)
- 2010: Civil Unions: A Love Story
- 2010: Covert Affairs (Fernsehserie, Folge 1x10)
- 2011: Lights Out (Fernsehserie, 2 Folgen)
- 2011: Three Weeks, Three Kids (Fernsehfilm)
- 2011: The Pill
- 2011: White Collar (Fernsehserie, 2 Folgen)
- 2012: Army Wives (Fernsehserie, Folge 6x15)
- 2012: Law & Order: Special Victims Unit (Fernsehserie, Folge 14x03)
- 2012–2019: Veep – Die Vizepräsidentin (Veep, Fernsehserie, 65 Folgen)
- 2013: Bert and Arnie's Guide to Friendship
- 2013–2014: Hannibal (Fernsehserie, 4 Folgen)
- 2014: Floating Sunflowers (Kurzfilm)
- 2015: The End of the Tour
- 2015: American Girl Dolls: The Action Movie with Anna Chlumsky (Kurzfilm)
- 2017: Halt and Catch Fire (Fernsehserie, 5 Folgen)
- 2019: Hala
- 2019: 64th Man (Fernsehserie, 10 Folgen)
- 2021–2023: Rugrats (Fernsehserie, 21 Folgen, Stimme)
- 2022: Inventing Anna (Fernseh-Miniserie, 9 Folgen)
- 2022: They/Them
- 2024: Evil: Dem Bösen auf der Spur (Evil, Fernsehserie, Folge 4x11)
- 2025: Bride Hard
- 2025: Smoke (Fernsehserie)

## Auszeichnungen
Chlotrudis Awards
- 2010: Auszeichnung in der Kategorie „Best Ensemble Cast“ für Kabinett außer Kontrolle

Emmy Awards
- 2013: Nominierung in der Kategorie „Outstanding Supporting Actress in a Comedy Series“ für Veep – Die Vizepräsidentin
- 2014: Nominierung in der Kategorie „Outstanding Supporting Actress in a Comedy Series“ für Veep – Die Vizepräsidentin
- 2015: Nominierung in der Kategorie „Outstanding Supporting Actress in a Comedy Series“ für Veep – Die Vizepräsidentin
- 2016: Nominierung in der Kategorie „Outstanding Supporting Actress in a Comedy Series“ für Veep – Die Vizepräsidentin
- 2017: Nominierung in der Kategorie „Outstanding Supporting Actress in a Comedy Series“ für Veep – Die Vizepräsidentin
- 2019: Nominierung in der Kategorie „Outstanding Supporting Actress in a Comedy Series“ für Veep – Die Vizepräsidentin

MTV Movie Awards
- 1992: Auszeichnung in der Kategorie „Best Kiss“ (gemeinsam mit Macaulay Culkin) für My Girl – Meine erste Liebe
- 1992: Nominierung in der Kategorie „Best Breakthrough Performance“ für My Girl – Meine erste Liebe
- 1992: Nominierung in der Kategorie „Best On-Screen Duo“ (gemeinsam mit Macaulay Culkin) für My Girl – Meine erste Liebe

Screen Actors Guild Award
- 2014: Nominierung in der Kategorie „Bestes Schauspielensemble in einer Comedyserie“ für Veep – Die Vizepräsidentin
- 2015: Nominierung in der Kategorie „Bestes Schauspielensemble in einer Comedyserie“ für Veep – Die Vizepräsidentin
- 2016: Nominierung in der Kategorie „Bestes Schauspielensemble in einer Comedyserie“ für Veep – Die Vizepräsidentin
- 2017: Nominierung in der Kategorie „Bestes Schauspielensemble in einer Comedyserie“ für Veep – Die Vizepräsidentin
- 2018: Auszeichnung in der Kategorie „Bestes Schauspielensemble in einer Comedyserie“ für Veep – Die Vizepräsidentin

Young Artist Awards
- 1993: Auszeichnung in der Kategorie „Special Award Most Promising Young Newcomer“ für My Girl – Meine erste Liebe
- 1995: Auszeichnung in der Kategorie „Best Performance by a Young Actress Starring in a Motion Picture“ für My Girl 2 – Meine große Liebe
- 1996: Auszeichnung in der Kategorie „Best Young Leading Actress – Feature Film“ für Das Geheimnis des Bärenfelsens
- 1998: Nominierung in der Kategorie „Best Performance in a TV Movie/Pilot/Mini-Series – Leading Young Actress“ für Schicksalsschläge
- 1999: Auszeichnung in der Kategorie „Best Performance in a TV Comedy Series – Guest Starring Young Actress“ für Amor – Mitten ins Herz